# Povelja Kulina bana
Povelja Kulina bana je najstariji dosad pronađeni očuvani bosanski državni dokument i jedan od najznačajnijih dokumenata bosanskohercegovačke povijesti.

## Transkript
Povelja Kulina bana je napisana 29. kolovoza 1189. godine bosančicom na jeziku u kojem se staroštokavski vernakular miješa s crkvenoslavenskim oblicima, s dijelovima na latinici napisanima latinskim jezikom, i kao takva zaslužuje pozornost ne samo kod povjesničara, nego i jezikoslovaca. Njome je tadašnji bosanski vladar Kulin ban, koji ju je napisao dubrovačkom knezu Gervaziju ili Krvašu, regulirao trgovačke odnose između Bosne i Dubrovnika, dajući dubrovačkim trgovcima slobodu trgovanja u Bosni bez ikakvih nadoknada. To je prvi diplomatski dokument izdan od jednog bosanskog vladara vladaru, tj. knezu druge države.

## Prijevod Povelje na standardni hrvatski jezik
† U ime oca i sina i svetog duha. Ja, ban bosanski Kulin, obećavam Tebi kneže Krvašu i svim građanima Dubrovčanima pravim Vam prijateljem biti od sada i dovijeka. I pravicu držati sa Vama i pravo povjerenje, dokle budem živ.
Svi Dubrovčani koji hode kuda ja vladam, trgujući, gdje god se žele kretati, gdje god koji hoće, s pravim povjerenjem i pravim srcem, bez ikakve zlobe, a šta mi ko da svojom voljom kao poklon. Neće im biti od mojih časnika sile, i dokle u mene budu, davat ću im pomoć kao i sebi, koliko se može, bez ikakve zle primisli.
Neka mi Bog pomogne i ovo Sveto Evanđelje.
Ja Radoje banov pisar pisah ovu knjigu banove povelje od rođenja Kristova tisuću i sto i osamdeset i devet ljeta, mjeseca augusta i dvadeset i deveti dan, (na dan) odrubljenja glave Ivana Krstitelja. 

## Transliteracija Povelje
U ime oca i s(i)na i s(ve)toga d(u)ha.
† Ě banь bosьnьski Kulinь prisezaju tebě kneže Krьvašu i vьsěmь građamь Dubrovьčamь pravy priětelь byti vamь odь sele i dověka i pravь goi drьžati sь vami i pravu věru dokolě sьmь živь.
Vьsi Dubrovьčane kire hode po moemu vladaniju trьgujuke gьdě si kto hoke krěvati gьdě si kto mine pravovь věrovь i pravymь srьdьcemь drьžati e bezь vьsakoe zledi razvě što mi kto da svoevь volovь poklonь; i da imь ne bude odь moihь čьstьnikovь sile i dokolě u mne budu dati imь sьvětь i pomokь kakore i sebě kolikore moge bezь vьsega zьloga primysla.
Tako mi Bože pomagai i sie sveto evanьgelie.
Ě Radoe dijakь banь pisahь siju knigu povelovь banovь odь rožьstva Hristova tisuka i sьto osmьdesetь i devetь lětь měseca avьgusta u dьvadeseti i devety dьnь usěčenie glave Ivana Krьstitela.

## Transkripcija Povelje
†U ime oca i s(i)na i s(ve)toga d(u)ha.
Ja ban' bos'n'ski Kulin' prisezaju tebЪ kneže Kr'vašu i v'sЪm' građam' Dubrov'čam' pravi prijateĺ' biti vam' od' selЪ i do vЪka i pravi goj dr'žati s'vami pravu vЪeu dokolЪ s'm' živ.
V'si Dubrov'čane kire hode po mojemu vladanju tr'gujuḱe, gdЪ si kto hoće krЪvati godЪ si kto mine pravov' vЪrov' i pravim' sr'(d')cem' dr'žati je bez 'v'sakoje z'ledi raz'v'Ъ što mi k'to da svojov' voljov' poklon'. I da im' ne bude od' moih' čest'nikov sile I do kolЪ u mene budu dati im' s'vЪt' i pomoḱ' jajire i sebЪ kolikore moge bez' v'sega z'loga i primis'la.
Tako mi b(og') pomagaj i sie s(ve)t(o) evan'đelie.
Ja Radoje dijak ban pisah' siju knjigu poveljov' banov' od' roždstva H(risto)va tisuḱa i s'to i os'm'deset i devet' IЪt', mЪseca av'gusta u d'vadeseti i deveti d'n', usЪčenie glave Jovana Kr'stiteĺa.
Povelja Kulina bana počinje znakom križa, katoličkom invokacijom, poziva se na Sveto Evanđelje, a napisana je od rođenja Kristova tisuću i sto i osamdeset i devet ljeta, mjeseca augusta i dvadeset i deveti dan (na dan) odrubljenja glave Ivana Krstitelja . Taj dan Katolička crkva svetkuje kao Dan Ivana Glavosijeka. Sve to nedvojbeno pokazuje da je Kulin ban bio katolik. Nije poznato da li je i kada Kulin ban prihvatio patarenstvo ili su ga vladari susjednih zemalja optuživali kod Pape kako bi osvojili Kulinovu Bosnu.

## Povelja danas
Povelja Kulina bana očuvana je u tri primjerka; dva se nalaze u Dubrovačkom arhivu u Dubrovniku, a treći primjerak, ukraden u 19. stoljeću danas se nalazi u posjedu Ruske akademije znanosti i umjetnosti u Sankt-Peterburgu. Mnogi smatraju da je to original među poznatim primjercima. Bosna i Hercegovina je uputila zahtjev za njen povratak, no Rusija je odbila zahtjev smatrajući kako je taj primjerak Povelje Kulina bana po svim pravnim uzusima njihovo vlasništvo.
Pokušavajući odrediti odnos između triju sačuvanih primjeraka Povelje Kulina bana povjesničari su formulirali objasnidbene obrasce: izvornik, stariji i noviji prijepis. Naime, vjeruje se kako je samo jedan od triju primjeraka original, i to onaj ruski primjerak, a da su dva primjerka u Dubrovniku stariji i noviji prijepisi. Primjerci povelje se i danas tako zovu, iako se znanstvenici nikada do kraja nisu usuglasili po pitanju koji je primjerak izvornik, a koji su prijepisi. Problemu identificiranja izvorne Povelje značajno su pridonijeli povjesničari Gregor Čremošnik i Josip Vrana. Gregor Čremošnik je tvrdio da je original povelje Kulina bana danas u Dubrovniku, te da je to zapravo ranije pogrešno definirani stariji prijepis (koji ima devet redova latinskoga teksta). Najstarije mišljenje, da je petrogradski primjerak original, zastupao je Josip Vrana, čime nisu poništene pretpostavke Gregora Čremošnika.
Novija istraživanja pokazuju da je veoma moguće da je Povelja izvorno pisana u više primjeraka, što je bio običaj kod službenih dokumenata. Milko Brković svojom analizom upotpunjuje Čremošnikovo mišljenje, ali napominje da nije ni važno koji je od tri primjerka izvoran, jer su sva tri primjerka nastala u približno isto vrijeme, pa su time svi originali. Temelj Brkovićeve postavke je dvojezičnost (hrvatski na bosančici i latinski) po kojoj su ovakve povelje rađene najčešće u četiri primjerka, po dvije za obje strane, s time da danas od četiri napisana imamo samo tri sačuvana dokumenta.
Povodom Dana Kantona Sarajevo i 60 godina Historijskog arhiva Sarajevo, početkom svibnja 2009. godine bilo je planirano da se u Zemaljskom muzeju u Sarajevu izloži Povelja Kulina bana, točnije jedan od njena tri sačuvana "izvornika" iz Dubrovačkog arhiva. Državni arhiv u Dubrovniku je 2006. na posudbu Mađarskoj dao povelju ugarsko-hrvatske kraljice Marije iz 1384. godine, no Hrvatsko arhivsko vijeće, kao savjetodavno tijelo ministra kulture Bože Biškupića, odbilo je dati suglasnost da se iz Dubrovačkog arhiva u Sarajevo na 15 dana pošalje Kulinova povelja te je ponudilo kopiju, što su u Sarajevu odbili.
Nakon što Hrvatsko arhivsko vijeće nije prihvatilo ovu inicijativu, ravnatelj Državnog arhiva u Dubrovniku, Ivo Orešković, podnio je ostavku na tu dužnost kao osobni čin koji nije želio dodatno komentirati.

## Vanjske poveznice
- Od Kulina bana i dobrijeh dana  Arhivirana inačica izvorne stranice od 10. lipnja 2007. (Wayback Machine)
- 820. godišnjica Povelje na pulsdemokratije.net[neaktivna poveznica]
- Bosna Historija.com  Arhivirana inačica izvorne stranice od 5. prosinca 2020. (Wayback Machine)
- Povelja Kulina bana na facebook.com
- Josip Vrana: Da li je sačuvan original isprave Kulina bana, Paleografijsko-jezična studija o primjercima isprave iz g. 1189.
- Prof. dr. sc. Marko Dragić, Kulin ban. Drugi pogled. Objavila:Danijela88 12. kolovoza 2010. https://drugipogled.wordpress.com/2010/08/12/kulin-ban/